# エクスペンダブルズ ニューブラッド
『エクスペンダブルズ ニューブラッド』（原題：Expend4bles）は、2023年のアメリカ合衆国のアクション映画。『エクペンダブルズ』シリーズの第4弾であり、『エクスペンダブルズ3 ワールドミッション』（2014年）の続編。スペンサー・コーエン、カート・ウィマー、タッド・ダッガーハートのストーリー原案をもとにしてウィマー、ダッガーハート、マックス・アダムズが共同で脚本を執筆し、スコット・ウォー監督がメガホンを執った。
ジェイソン・ステイサム、シルヴェスター・スタローン、ドルフ・ラングレン、ランディ・クートゥアらが前作に引き続き出演するほか、カーティス・“50セント”・ジャクソン、ミーガン・フォックス、トニー・ジャー、イコ・ウワイス、ジェイコブ・スキピオ、レヴィ・トラン、アンディ・ガルシアなどもキャストとして参加した。
北米で2023年9月22日にライオンズゲートから公開された後、2024年1月5日に日本で公開された。キャッチコピーは「タギれ、野郎共。最強の〈消耗品軍団〉、再集結。」。

## あらすじ
バーニー・ロス率いる命知らずの傭兵部隊「エクスペンダブルズ」は、CIAからの指示で国際的テロリストであるスアルト・ラフマトが核爆弾を手に入れることを阻止するためリビアへと向かう。ラフマトの裏には謎のテロリスト「オセロット」の存在があり、バーニーは過去にオセロットのせいで仲間を失っていた。
バーニーの右腕であるリー・クリスマスはラフマトをあと少しというところまで追いつめるも、バーニーが操縦する飛行機をラフマトの手下の攻撃から救うためラフマト討伐の命令を無視。しかし、バーニーを乗せた飛行機はラフマトの狙撃により撃墜されてしまい、残骸からはバーニーの焼死体が発見される。
バーニーを失い悲しみに暮れるクリスマスだったが、CIAの作戦担当指揮官であるマーシュは命令を無視した彼を追放。そしてバーニーの代わりにクリスマスの元恋人でもあるCIA局員のジーナに「エクスペンダブルス」の指揮を命じる。
一度は傭兵稼業から足を洗おうかと考えたクリスマスだったが、仇を討つためバーニーの旧友であるデーシャの助けを借りてラフマトが潜む巨大貨物船への潜入を試みる。

## 登場人物・キャスト
リー・クリスマス
演 - ジェイソン・ステイサム / 日本語吹替 - 山路和弘
傭兵部隊「エクスペンダブルズ」のメンバーの一人。元SAS隊員でナイフ術のエキスパートで、バーニーの右腕ともいうべき存在。
バーニー・ロス
演 - シルヴェスター・スタローン / 日本語吹替 - ささきいさお
傭兵部隊「エクスペンダブルズ」のリーダー。早撃ちの名手で航空機の操縦などにも長ける。任務中、操縦していた飛行機が撃墜され、焼死体として発見される。
ガンナー・ヤンセン
演 - ドルフ・ラングレン / 日本語吹替 - 大塚明夫
傭兵部隊「エクスペンダブルズ」のメンバーの一人。射撃と空手の名手。長年の戦闘ストレスとアルコール乱用によって一時、チームから放逐されたこともある、チームの不安定なメンバー。現在は禁酒に挑んでいるが、それと老眼の影響か狙撃が上手くできない状態になっている。
トール・ロード
演 - ランディ・クートゥア / 日本語吹替 - 木下浩之
傭兵部隊「エクスペンダブルズ」のメンバーの一人。陸軍出身で破壊工作と格闘技のプロ。学生時代にレスリングをやっていたため、耳たぶが変形している。見た目に反してナイーブな性格をしている。

### 新キャラクター
イージー・デイ
演 - カーティス・“50セント”・ジャクソン / 日本語吹替 - 伊藤健太郎
傭兵部隊「エクスペンダブルズ」の新メンバー。任務の成功を第一に考える合理主義者。
ジーナ
演 - ミーガン・フォックス / 日本語吹替 - 甲斐田裕子
CIA局員。クリスマスの元恋人。バーニーの死後、傭兵部隊「エクスペンダブルズ」を新たに率いることになる。
デーシャ
演 - トニー・ジャー / 日本語吹替 - 浪川大輔
バーニーの旧友。戦闘では銃を使わず、ククリナイフとムエタイのみで敵に立ち向かう。過去には戦闘マシーンと恐れられたが人の命を奪う日々に疲れ、現在はタイでひっそりと生活している。訪ねに来たクリスマスからバーニーの死を知らされ、クリスマスを支援する。
スアルト・ラフマト
演 - イコ・ウワイス / 日本語吹替 - 置鮎龍太郎
イギリス陸軍出身で、国際的テロリスト集団のリーダー。非情な性格で女子供にも容赦しない。両端が鋭く尖った二本のトンファー状の武器を愛用しており、格闘技にも銃の扱いにも長けている。
ガラン
演 - ジェイコブ・スキピオ / 日本語吹替 - 増田俊樹
傭兵部隊「エクスペンダブルズ」の新メンバー。前作『エクスペンダブルズ3 ワールドミッション』に登場したガルゴの息子。父親譲りのおしゃべりで他のメンバーをうんざりさせる。
ラッシュ
演 - レヴィ・トラン / 日本語吹替 - 豊口めぐみ
CIA局員。ジーナと共に傭兵部隊「エクスペンダブルズ」に加わる。細い鎖を使った特殊な戦闘術で敵と戦う。
マーシュ
演 - アンディ・ガルシア / 日本語吹替 - 内田直哉
CIA作戦担当指揮官。バーニーにラフマトの討伐を依頼する。常に爪楊枝を口に咥えている。命令に逆らったクリスマスを追放するなど冷徹な面が目立つが、武装して「エクスペンダブルズ」と共に敵地に赴くといった大胆さも持っている。
ルッソ
演 - ルーシー・ニューマン・ウィリアムズ / 日本語吹替 - 小林優子
CIA局員。マーシュの副官。
ボク
演 - ダレン・ノップ
ラフマトの右腕。ラフマトに次ぐ高い戦闘能力を持つ。
ランドール
演 - サム・ブラック / 日本語吹替 - 中務貴幸
有名インフルエンサー。自身の動画配信で女性に対して無礼な言動と態度を繰り返したため、ボディーガードとして雇ったクリスマスから制裁を受ける。
ジャンボ・シュリンプ
演 - マイク・メラー / 日本語吹替 - 中野泰佑
酒場のチンピラ。指相撲でバーニーから「幸運の指輪」を奪う。
オセロット
ラフマトの裏に潜む謎のテロリスト。25年前にバーニーが正体を暴こうとしたが、失敗して仲間を失っている。

## 製作

### 企画開発
2014年3月、ピアース・ブロスナンは、映画『エクスペンダブルズ4』に出演することでプロデューサーのアヴィ・ラーナーと合意したと述べた。同年4月には、シルヴェスター・スタローンが、悪役の第一候補はジャック・ニコルソンであることを明らかにするとともに、クリント・イーストウッドを説得することに興味があると述べた 。同年11月までに、R指定を受けることを前提としてプロジェクトを進めていることが発表された。2016年12月、スタローンは第4弾がシリーズの最終作になることを発表し、一方で暫定的な公開予定日を2018年に設定した。2017年3月までに、スタローンは、シリーズを継続するための脚本や方向性をめぐる創造的な相違のために、進行中のプロジェクトとシリーズそのものから離脱した。2018年1月、アーノルド・シュワルツェネッガーを含む他のキャストからの支持を受けて、スタローンは自身のソーシャルメディアへの投稿でシリーズへの復帰を発表し、第4作の新たな企画開発を認めた。同年3月には、ランディ・クートゥアが参加を表明した。
2020年6月、ジャン＝クロード・ヴァン・ダムは、シリーズへの復帰に興味を示し、『エクスペンダブルズ2』の悪役キャラ、ジャン・ヴィランの弟であるクロード・ヴィランを演じるというアイデアを公然と売り込んだ。2020年8月には、Vértice Cine社が、ライオンズゲート社やミレニアム・メディア社とともに、本作の製作スタジオとして参加することを発表した。また、パトリック・ヒューズが監督としてシリーズに復帰することも明らかにした。2020年11月、ミレニアム・メディアの社長であるジェフリー・グリーンスタインは、COVID-19のパンデミックの影響で世界中の映画業界内で様々な遅れが生じているが、スタジオは『エクスペンダブルズ4』の製作に継続して取り組んでいると述べた。2021年8月、ハリウッド・リポーター誌は、ヒューズに代わってスコット・ウォーが監督を務めること、また、ステイサムが本作のプロデューサーを務めることを報じた。2021年9月には、アンディ・ガルシアが非公開の役で本作のキャストに加わった。
一方、これまでの全作品に出演していたテリー・クルーズは、スタローンの代理人アダム・ヴェニットから性的暴行を受けたと主張したところ、プロデューサーのアヴィ・ラーナーからシリーズに残りたければ訴訟を取り下げるよう圧力をかけられたと主張し、本作への出演を拒否した。

### 脚本
2018年7月には、グレゴリー・ポワリエが脚本家として参加することが発表された。2019年4月までに暫定的な製作開始が予定されていたが、同年7月になって、スタローンは本プロジェクトの脚本執筆が継続中であることを発表した。プロデューサーとの交渉は続いていたが、脚本そのものは同年末までに完成した。2021年8月には、スペンサー・コーエンが自らのストーリー原案をもとにして、マックス・アダムズやジョン・ジョセフ・コノリーと共に最新版となる脚本原稿を執筆したことが発表された。

### 撮影
2021年8月、主要撮影を10月に開始することが発表された。撮影は2021年9月29日に正式に開始された 。2021年10月、スタローンはソーシャルメディアで、本作のシーンの撮影を終えたことを発表した。また、『エクスペンダブルズ4』がバーニー・ロスとしての最後の出演作になることを認め、彼が去った後のシリーズをステイサムが引き継ぐことに期待を寄せていると明かした。同月、Sheila Shah、ジェイコブ・スキピオ、レヴィ・トランが非公開の役でキャスティングされた。2021年10月には、イコ・ウワイスが主な敵役として本作のキャストに加わった。

## 公開
2023年9月15日に中国で先行公開された後、2023年9月22日にライオンズゲートによって北米で劇場公開された。当初は2022年に公開される予定だった。
日本は当初2024年1月12日に劇場公開される予定だったが、その後2024年1月5日に公開日が変更された。

## 受賞・ノミネート
| 映画賞                       | 授賞式       | 部門                                 | 対象                                                                                       | 結果       | 出典   |
| ---------------------------- | ------------ | ------------------------------------ | ------------------------------------------------------------------------------------------ | ---------- | ------ |
| EDA賞                        | 2024年1月3日 | 最も時間を浪費させるリメイク・続編賞 | 『エクスペンダブルズ ニューブラッド』                                                      | ノミネート | [ 34 ] |
| 第44回ゴールデンラズベリー賞 | 2024年3月9日 | 最低作品賞                           | 『エクスペンダブルズ ニューブラッド』                                                      | ノミネート | [ 35 ] |
| 第44回ゴールデンラズベリー賞 | 2024年3月9日 | 最低監督賞                           | スコット・ウォー                                                                           | ノミネート | [ 35 ] |
| 第44回ゴールデンラズベリー賞 | 2024年3月9日 | 最低助演男優賞                       | シルヴェスター・スタローン                                                                 | 受賞       | [ 35 ] |
| 第44回ゴールデンラズベリー賞 | 2024年3月9日 | 最低助演女優賞                       | ミーガン・フォックス                                                                       | 受賞       | [ 35 ] |
| 第44回ゴールデンラズベリー賞 | 2024年3月9日 | 最低スクリーンコンボ賞               | 無慈悲な傭兵軍団                                                                           | ノミネート | [ 35 ] |
| 第44回ゴールデンラズベリー賞 | 2024年3月9日 | 最低前日譚・リメイク・盗作・続編賞   | 『エクスペンダブルズ ニューブラッド』                                                      | ノミネート | [ 35 ] |
| 第44回ゴールデンラズベリー賞 | 2024年3月9日 | 最低脚本賞                           | - カート・ウィマー - タッド・ダッガーハート - マックス・D・アダムズ - スペンサー・コーエン | ノミネート | [ 35 ] |